# 银光委陵菜
银光委陵菜（学名：Potentilla argyrophylla）为蔷薇科委陵菜属的植物。分布于克什米尔地区、尼泊尔以及中国大陆的西藏等地，生长于海拔3,750米至4,000米的地区，多生长在河滩、林下或灌丛边，目前尚未由人工引种栽培。
种加名 argyrophylla  意为“银色叶子的”。

## 异名
- Potentilla argyrophylla Wall. var. atrosanguinea (Lodd.) Hook. f.